# Ким Сухён (тяжелоатлетка)
Ким Сухён (кор. 김수현?, 金秀賢?; род. 6 февраля 1995) — южнокорейская тяжелоатлетка, выступающая в весовой категории до 76 килограммов. Призёр чемпионата мира и чемпионатов Азии. Участница летних Олимпийских игр 2020 года в Токио. Участница чемпионатов мира, Азии и Азиатских игр.

## Биография
Ким Сухён родилась 6 февраля 1995 года.

## Карьера
На чемпионате Азии среди юниоров 2011 Ким Сухён принимала участие в весовой категории до 69 килограммов и заняла четвёртое место с результатом 196 килограммов. Несмотря на то, что в следующем году она показала результат на 6 килограммов меньше, это не помешало Сухён стать чемпионкой Азии среди молодёжи.
На чемпионате Азии среди юниоров 2014 года Ким завоевала серебро, подняв рекордные для себя 212 кг в сумме (97 + 115). В том же году она участвовала на Азиатских играх в Инчхоне, где стала четвёртой с личным рекордом 225 кг: 94 в рывке и 131 в толчке. На чемпионате мира она стала одиннадцатой, впервые в карьере подняв на международном старте больше ста килограммов в рывке (101 кг) и толкнув штангу на 125 кг.
На чемпионате Азии 2015 года заняла пятое место с результатом 217 кг, а спустя два года стала серебряным призёром этого турнира, подняв 230 кг в сумме (100 + 130). На чемпионате мира 2017 года в Анахайме подняла в рывке 103 килограмма, однако в толчке не сумела зафиксировать вес.
В 2018 году Ким Сухён участвовала на вторых для себя Азиатских играх в Джакарте, вновь заняв четвёртое место. Она показала результат 227 килограммов. На чемпионате мира в Ашхабаде в новой весовой категории до 71 килограмма стала двенадцатой, подняв 93 и 116 килограммов в рывке и толчке, соответственно.
На Кубке EGAT стала серебряным призёром в весовой категории до 76 килограммов. В том же году стала шестой на Кубке мир и третьей на чемпионате Азии, причём на последнем турнире подняла рекордные для себя 244 кг. На тестовом соревновании в Токио на арене, где должны пройти Олимпийские игры 2020 года, заняла второе место с результатом 242 кг. На чемпионате мира в Паттайе завоевала серебряную медаль в рывке, уступив лишь соотечественнице Ли Джиын, поднявшей также 111 кг, однако во втором упражнении вновь не сумела совершить ни одной успешной попытки.
На Кубке мира 2019 года завоевала бронзу в весовой категории до 76 кг.
В декабре 2021 года приняла участие в чемпионате мира, который состоялся в Ташкенте. В весовой категории до 76 килограммов Ким по сумме двух упражнений с весом 239 кг завоевала итоговое пятое место. В упражнении толчок она завоевала малую бронзовую медаль (134 кг).
На чемпионате мира 2022 года в Боготе, в Колумбии в категории до 76 кг она стала бронзовой медалисткой по сумме двух упражнений с результатом 245 кг и завоевала малую бронзовую медаль в упражнении толчок (137 кг).
В Саудовской Аравии, где состоялся Чемпионат мира по тяжёлой атлетике 2023 года, корейская спортсменка в категории до 76 кг завоевала малую серебряную медаль чемпионата мира в рывке с результатом 106 кг. По итогам двух упражнений она заняла четвёртое место.